# 日本ラクロス協会
一般社団法人日本ラクロス協会（にほんらくろすきょうかい、英: Japan Lacrosse Association）は、日本のラクロスに関連する国内競技連盟。略称JLA。ワールドラクロス加盟、期間限定で日本オリンピック委員会加盟。本部を東京都中央区日本橋大伝馬町2-5石倉ビル1Fに置く。

## 概要
1987年7月に発足。主に協会に加盟する大学間での試合を開催するなど活動を行っている。1989年には日本初のラクロス国際親善試合（International Lacrosse Friendship Games）を開催した。
また、ラクロスプレーヤーに向けた就職セミナーの後援も行うほか、1997年よりラクロスを行う人々へ「ラクロス献血キャンペーン」と称した献血の推進も行っている。
2016年4月、事務局長による横領が発覚し、同人を懲戒解雇するとともに、理事長が引責辞任した。

## 主な主催大会
- ラクロス全日本選手権大会
- ラクロス全日本大学選手権
- ラクロス全日本クラブ選手権
- 関西学生ラクロスリーグ戦